# Dinodon
Dinodon är ett omstritt släkte av ormar i familjen snokar.
The Reptile Database infogar arterna i släktet Lycodon. IUCN följer samma taxonomi och listar alla arter som livskraftiga (LC).
Arter enligt Catalogue of Life:
- Dinodon flavozonatum
- Dinodon gammiei
- Dinodon orientale
- Dinodon rosozonatum
- Dinodon rufozonatum
- Dinodon semicarinatum
- Dinodon septentrionalis